# Gomphichis cladotricha
Gomphichis cladotricha är en orkidéart som beskrevs av Jany Renz. Gomphichis cladotricha ingår i släktet Gomphichis och familjen orkidéer. Inga underarter finns listade i Catalogue of Life.